# Эдист
Эдист — святой мученик Римский. День памяти — 12 октября.
Святой мученик Эдист, также известный как Арист, Рест или Орест, изображаемый молодым, безбородым, с пальмой мученичества и белым флагом с красным крестом, был замучен на Лаурентинской дороге во времена императора Нерона, а именно — 12 октября 60 года. С ним же пострадали Термантия, Кристина, служанка Виктория и священник Приск.
По преданию, св. эдист был солдатом римской армии из знатной семьи Аристов. Вероятно, из-за его прекрасных службы он был назначен оруженосцем императора Нерона. Предание гласит, что, несмотря на свою военную карьеру, св. Эдист, глубокий поклонник христианства, получил таинство крещения от апостола Петра.
Однажды, когда св. эдист сопровождал императора в город Лаурентум, он встретил местных христиан, в том числе пресвитера Приска, его жену Термантию, дочь Кристину (или Кристу) и служанку Викторию, вместе с которыми он тайно принял участие в литургии. Преданный со товарищи одним из своих слуг, св. Эдист был арестован, а затем похоронен заживо в компании всех остальных верующих. Одна только Виктория смогла избежать мученичества. Впоследствии она была схвачена в лесу и уничтожена.
На месте мученичества возникли церковь и деревня. Деревня, получившая название Curtis Sancti Heristi, была перенесена на склон горы Соратте для лучшей защиты от нападавших. Таким образом, здание для оборонительных целей получило название Castrum Sancti Heristi, позже селение стало именоваться Сант-Оресте. Римская церковь святого Эдиств все ещё существует.
Во времена папства Григория Великого на территории собора Святого Павла за стенами существовал монастырь, посвященный святому Эдисту. В VII веке там почитались его мощи, наряду с мощами Кристины и Виктории. Гробница Эдисто была помещена на шестнадцатой вехе Ардеатинской дороги. Как раз здесь стояла еще одна церковь в честь святого, отремонтированная во время правления папы Адриана I (772—795). Кроме того, существовало папское поместье (домускульта), которое называлось Sancti Edisti.